# Ус Костянтин Маркович
У́с Костянти́н Ма́ркович (1899—?) — радянський футболіст, півзахисник харківських «Штурма» та ХПЗ. Після завершення активних виступів — футбольний арбітр.

## Життєпис
У 1925 році Костянтин Ус перейшов до лав новоствореного клубу при заводі ХПЗ. Тренером заводської команди у той час був Володимир Вацек, який призначив досвідченого гравця своєю правою рукою.
Після звільнення Харкова від німецьких військ Костянтин Ус займався відновленням футбольного життя на ХПЗ. У футбольній школі, заснованій ним на базі підприємства, займалися такі відомі в майбутньому футболісти, як Микола Уграїцький, Георгій Борзенко, Олександр Азаров, Михайло Лабунський та інші.

## Досягнення
- Чемпіон УСРР (2): 1924, 1927
- Чемпіон Харкова (1): 1935